# Associació d'Escacs Rubinenca
L'Associació d'Escacs Rubinenca és una entitat esportiva escaquística de Rubí. Fundada el 1949, el primer president fou Joan Boladeras i Casals, que dirigí l'entitat fins al 1955.
Des de la seva fundació participa en el Campionat de Catalunya per equips i la temporada 2003-04 assolí per primera vegada l'ascens a primera divisió catalana. Des del 2000 organitza l'Obert d'Escacs Ciutat de Rubí.